# Sint-Gilleskerk (Nieuw-Berkijn)
De Sint-Gilleskerk (Frans: Église Saint-Gillis) is de parochiekerk van de gemeente Nieuw-Berkijn in het Franse Noorderdepartement.

## Geschiedenis
In 1612 werd de eerste steen gelegd en in 1614 kwam het middenschip gereed. In 1616 volgde de toren. In 1740 kwam de aan Sint-Gilles gewijde zijbeuk gereed, en in 1744 de aan Onze-Lieve-Vrouwe gewijde zijbeuk. De oriëntatie van de kerk werd toen gewijzigd.
In 1896 werd een vrijwel nieuwe kerk gebouwd op de fundamenten van de vorige. Ook werd de toren 15 meter verhoogd. Er werd een zonnewijzer geplaatst.
In 1918 werd, tijdens het Lenteoffensief, het dorp en ook de kerk vernield. In 1924 werd de kerk weer in gebruik genomen. Ook tijdens de Tweede Wereldoorlog liep de kerk schade op. In 1951 was die schade weer hersteld.

## Gebouw
Het betreft een neogotisch bouwwerk met voorgebouwde toren, uitgevoerd in rode baksteen.